# Neozimiris
Genre
Synonymes
- Pericuris Chamberlin, 1924

Neozimiris est un genre d'araignées aranéomorphes de la famille des Prodidomidae.

## Distribution
Les espèces de ce genre se rencontrent du sud de l'Amérique du Nord au nord de l'Amérique du Sud.

## Description
Les espèces de ce genre mesurent de 1,7 à 5,6 mm.

## Liste des espèces
Selon World Spider Catalog (version 23.0, 03/02/2022) :
- Neozimiris chickeringi Platnick & Shadab, 1976
- Neozimiris crinis Platnick & Shadab, 1976
- Neozimiris escandoni Müller, 1987
- Neozimiris exuma Platnick & Shadab, 1976
- Neozimiris levii Platnick & Shadab, 1976
- Neozimiris nuda Platnick & Shadab, 1976
- Neozimiris pinta Platnick & Shadab, 1976
- Neozimiris pinzon Platnick & Shadab, 1976
- Neozimiris pubescens (Banks, 1898)

## Systématique et taxinomie
Ce genre a été décrit par Simon en 1903 dans les Prodidomidae. Il est placé en synonymie avec Zimiris par Dalmas en 1919. Il est relevé de synonymie par Cooke en 1964. Il est placé dans les Gnaphosidae par Azevedo, Griswold et Santos en 2018 puis dans les Prodidomidae par Azevedo, Bougie, Carboni, Hedin et Ramírez en 2022.
Pericuris est placé en synonymie par Cooke en 1964.

## Publication originale
- Simon, 1903 : Histoire naturelle des araignées. Paris, vol. 2, p. 669-1080 (texte intégral).